# Ulrich I van Karinthië
Ulrich I van Karinthië (overleden op 7 april 1144) was van 1135 tot aan zijn dood hertog van Karinthië en markgraaf van Verona. Hij stamde uit het huis Span- of Sponheim.

## Levensloop
Hij was de oudste zoon van hertog Engelbert van Karinthië en een zekere Uta, dochter van burggraaf Ulrich van Passau.
In 1135 trad zijn vader af als hertog van Karinthië, waarna Ulrich I door keizer Lotharius III benoemd werd tot de nieuwe hertog van Karinthië. 
Van 1136 tot 1137 nam Ulrich deel aan de Italiaanse expeditie van keizer Lotharius III. Als hertog van Karinthië had hij vanaf 1138 ook conflicten met de Karinthische adel en met de aartsbisschop van Salzburg en de bisschop van Bamberg, die beiden landeigenaar waren in Karinthië. 
In 1144 stierf Ulrich, waarna hij begraven werd in het klooster van Rosazzo.

## Huwelijk en nakomelingen
Ulrich was gehuwd met Judith van Baden, dochter van markgraaf Herman II van Baden. Ze kregen volgende kinderen:
- Hendrik V (overleden in 1161), hertog van Karinthië
- Herman (overleden in 1181), hertog van Karinthië
- Ulrich (overleden na 1161), graaf van Laibach
- Godfried (overleden na 1144), werd monnik
- Pellegrinus I (overleden in 1161), patriarch van Aquileja